# 莫里托
莫里托（西班牙語：Morrito），是尼加拉瓜的城鎮，位於該國東南部，由聖胡安河省負責管轄，始建於1989年，面積679平方公里，海拔高度31米，2005年人口6,570，人口密度每平方公里9.68人。
11°37′N 85°05′W / 11.617°N 85.083°W